# Inspiral Carpets
Inspiral Carpets ist eine 1983 gegründete britische Rockband, die zu den bekanntesten Vertretern der Madchester-Szene gehört.

## Geschichte
Die Gruppe wurde 1986 in Manchester, England gegründet. Als Teil des Madchester-Booms gehörte sie zu den bekanntesten Bands Großbritanniens. Ihre größten Hits waren This Is How It Feels (1990), Dragging Me Down (1992) und Saturn 5 (1994).
Seit 1994 hatte es kein neues Studioalbum der Gruppe mehr gegeben. Eine entscheidende Zäsur setzte nach der Veröffentlichung der Retrospektive The Singles ein, als Ende 1995 der Plattenvertrag zwischen dem Label Mute Records und der Band in beiderseitigem Einvernehmen gelöst wurde. In der Folgezeit widmeten sich die Bandmitglieder anderen Projekten, wie z. B. Tom Hingley seiner Band The Lovers, phasenweise gab es persönliche Spannungen.
2003 kam es zu einer Wiedervereinigung mit ausgedehnter Tournee, genauso wie 2006 und 2007. Die Konzerte waren sehr erfolgreich, fast jede Veranstaltung war ausverkauft. Im März 2007 erschien parallel zur Tour das Album Keep The Circle (nur als iTunes-Download erhältlich), das B-Seiten und Raritäten enthält. Außerdem wurde eine DVD mit dem Konzertmitschnitt eines Auftritts im G-Mex in Manchester veröffentlicht.
1988 begann Oasis-Gitarrist und -Sänger Noel Gallagher seine Arbeit im Musikgeschäft als Roadie der Band, bei der er sich zuvor erfolglos als Sänger beworben hatte.
Am 14. Oktober 2014 erschien das erste Album seit 20 Jahren.
Craig Gill, einer der Gründer der Gruppe und ihr Schlagzeuger, verstarb im November 2016.

## Diskografie

### Studioalben
| Jahr | Titel                       | Höchstplatzierung, Gesamtwochen, AuszeichnungChartsChartplatzierungen (Jahr, Titel, Platzierungen, Wochen, Auszeichnungen, Anmerkungen) | Anmerkungen |
| Jahr | Titel                       | UK | Anmerkungen |
| ---- | --------------------------- | --- | ----------- |
| 1990 | Life                        | UK2 Gold · (21 Wo.)UK |             |
| 1991 | The Beast Inside            | UK5 Silber · (6 Wo.)UK |             |
| 1992 | The Revenge of the Goldfish | UK17 (3 Wo.)UK |             |
| 1994 | Devil Hopping               | UK10 (3 Wo.)UK |             |
| 2014 | Inspiral Carpets            | UK63 (1 Wo.)UK |             |

### Kompilationen
| Jahr | Titel                | Höchstplatzierung, Gesamtwochen, AuszeichnungChartsChartplatzierungen (Jahr, Titel, Platzierungen, Wochen, Auszeichnungen, Anmerkungen) | Anmerkungen |
| Jahr | Titel                | UK | Anmerkungen |
| ---- | -------------------- | --- | ----------- |
| 1995 | The Singles          | UK17 (4 Wo.)UK |             |
| 2003 | Cool As              | UK65 (1 Wo.)UK |             |
| 2003 | Greatest Hits        | UK— SilberUK |             |
| 2007 | Keep the Circle      | — |             |
| 2023 | The Complete Singles | UK74 (1 Wo.)UK |             |

### Singles
| Jahr | Titel Album                                | Höchstplatzierung, Gesamtwochen, AuszeichnungChartsChartplatzierungen (Jahr, Titel, Album, Platzierungen, Wochen, Auszeichnungen, Anmerkungen) | Anmerkungen |
| Jahr | Titel Album                                | UK | Anmerkungen |
| ---- | ------------------------------------------ | --- | ----------- |
| 1989 | Find Out Why –                             | UK90 (2 Wo.)UK |             |
| 1989 | Move –                                     | UK49 (2 Wo.)UK |             |
| 1990 | This Is How It Feels Life                  | UK14 Silber · (9 Wo.)UK |             |
| 1990 | She Comes In The Fall Life                 | UK27 (6 Wo.)UK |             |
| 1990 | Island Head –                              | UK21 (4 Wo.)UK | EP          |
| 1991 | Caravan The Beast Inside                   | UK30 (5 Wo.)UK |             |
| 1991 | Please Be Cruel The Beast Inside           | UK50 (2 Wo.)UK |             |
| 1992 | Dragging Me Down Revenge Of The Goldfish   | UK12 (5 Wo.)UK |             |
| 1992 | Two Worlds Collide Revenge Of The Goldfish | UK32 (2 Wo.)UK |             |
| 1992 | Generations Revenge Of The Goldfish        | UK28 (3 Wo.)UK |             |
| 1992 | Bitches Brew Revenge Of The Goldfish       | UK36 (2 Wo.)UK |             |
| 1993 | How It Should Be –                         | UK49 (1 Wo.)UK |             |
| 1994 | Saturn 5 Devil Hopping                     | UK20 (5 Wo.)UK |             |
| 1994 | I Want You Devil Hopping                   | UK18 (3 Wo.)UK |             |
| 1994 | Uniform Devil Hopping                      | UK51 (2 Wo.)UK |             |
| 1995 | Joe –                                      | UK37 (2 Wo.)UK |             |
| 2003 | Comeback Tomorrow –                        | UK43 (2 Wo.)UK |             |